# Agneskapelle (Bocholt)

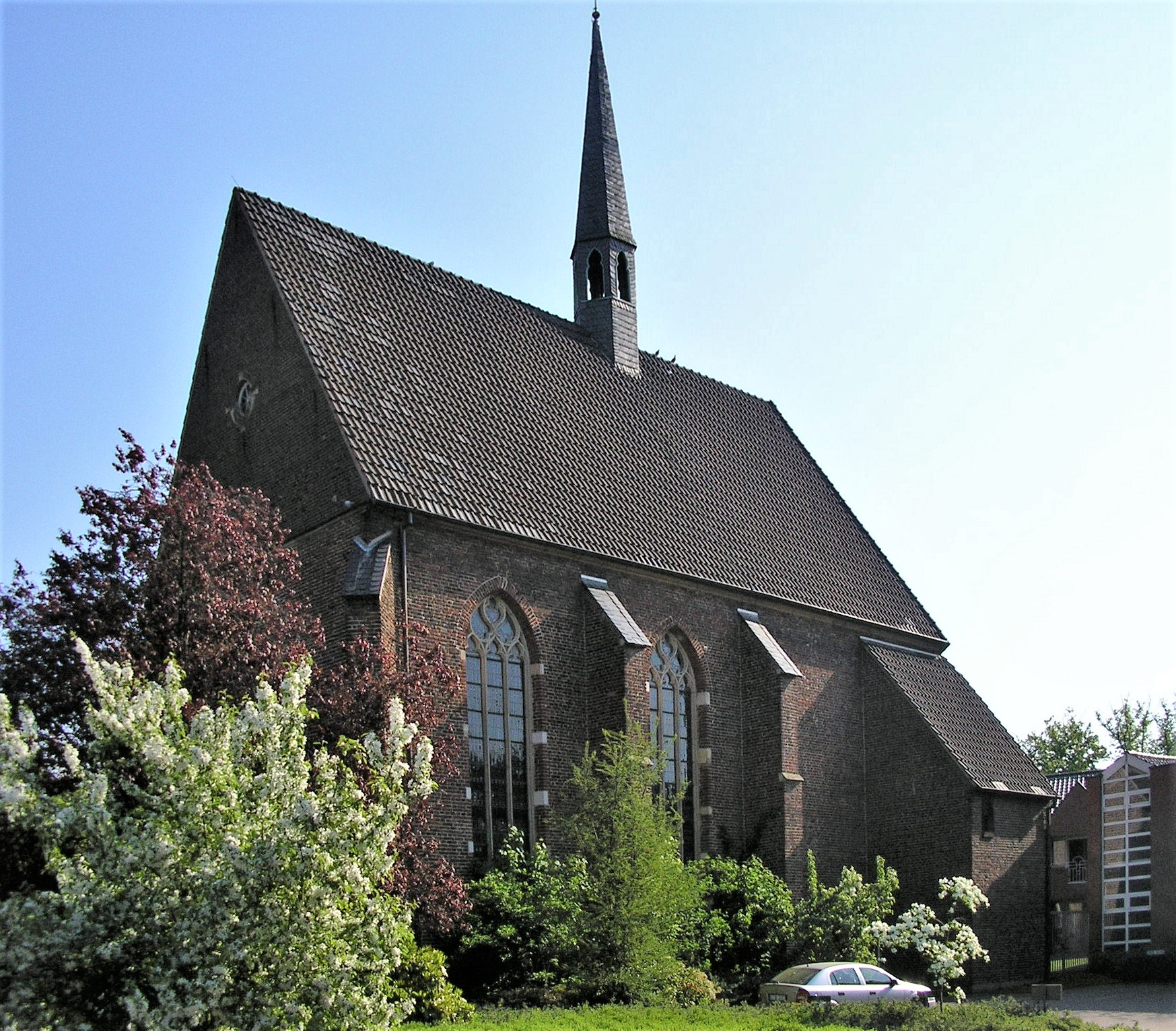
Die Agneskapelle zu Bocholt

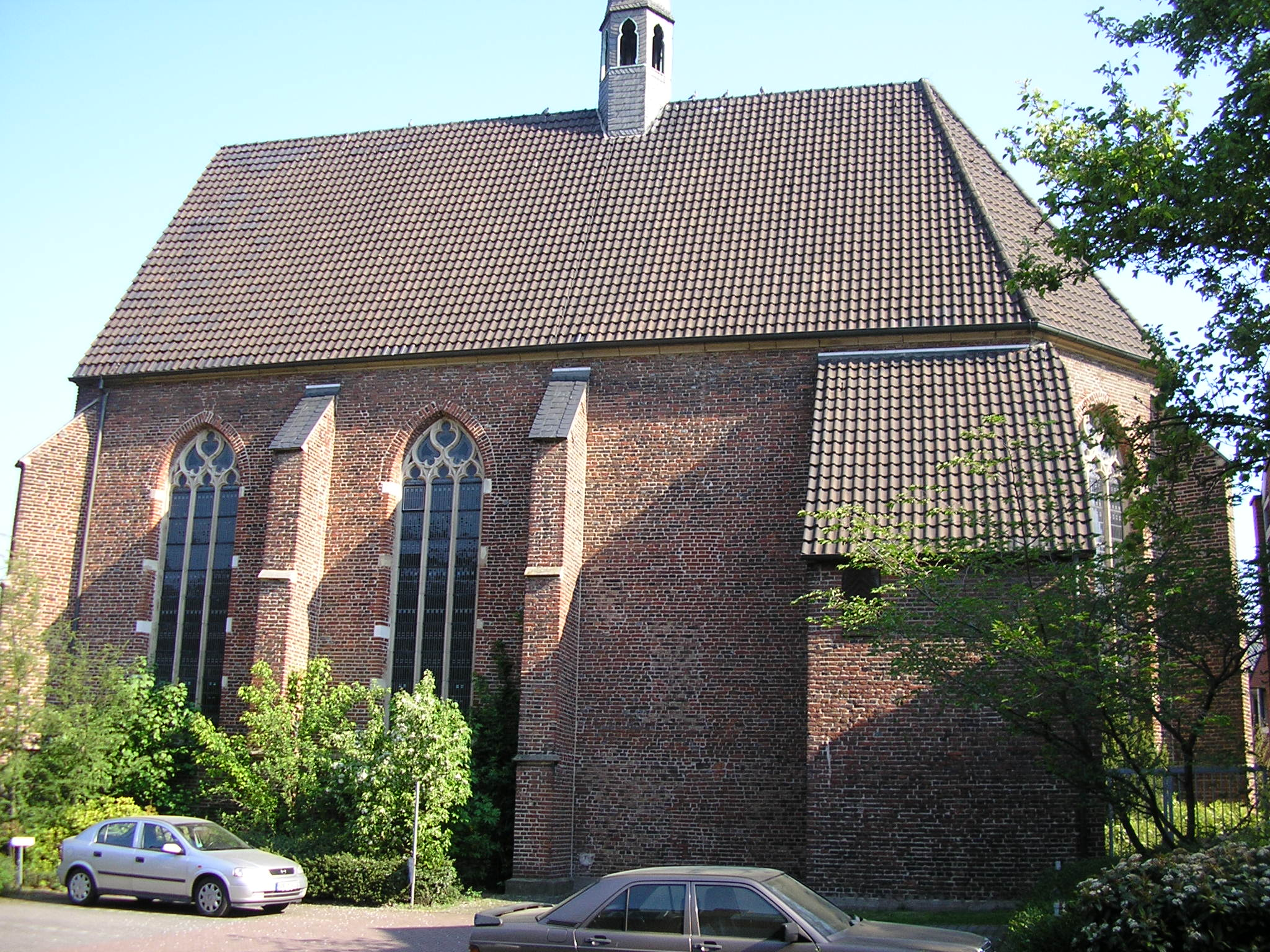
Agneskapelle von Südwesten

Die römisch-katholische St.-Agnes-Kapelle in Bocholt im Kreis Borken in Nordrhein-Westfalen war die Konventskirche der Augustinerinnen und später evangelische Pfarrkirche.

## Geschichte

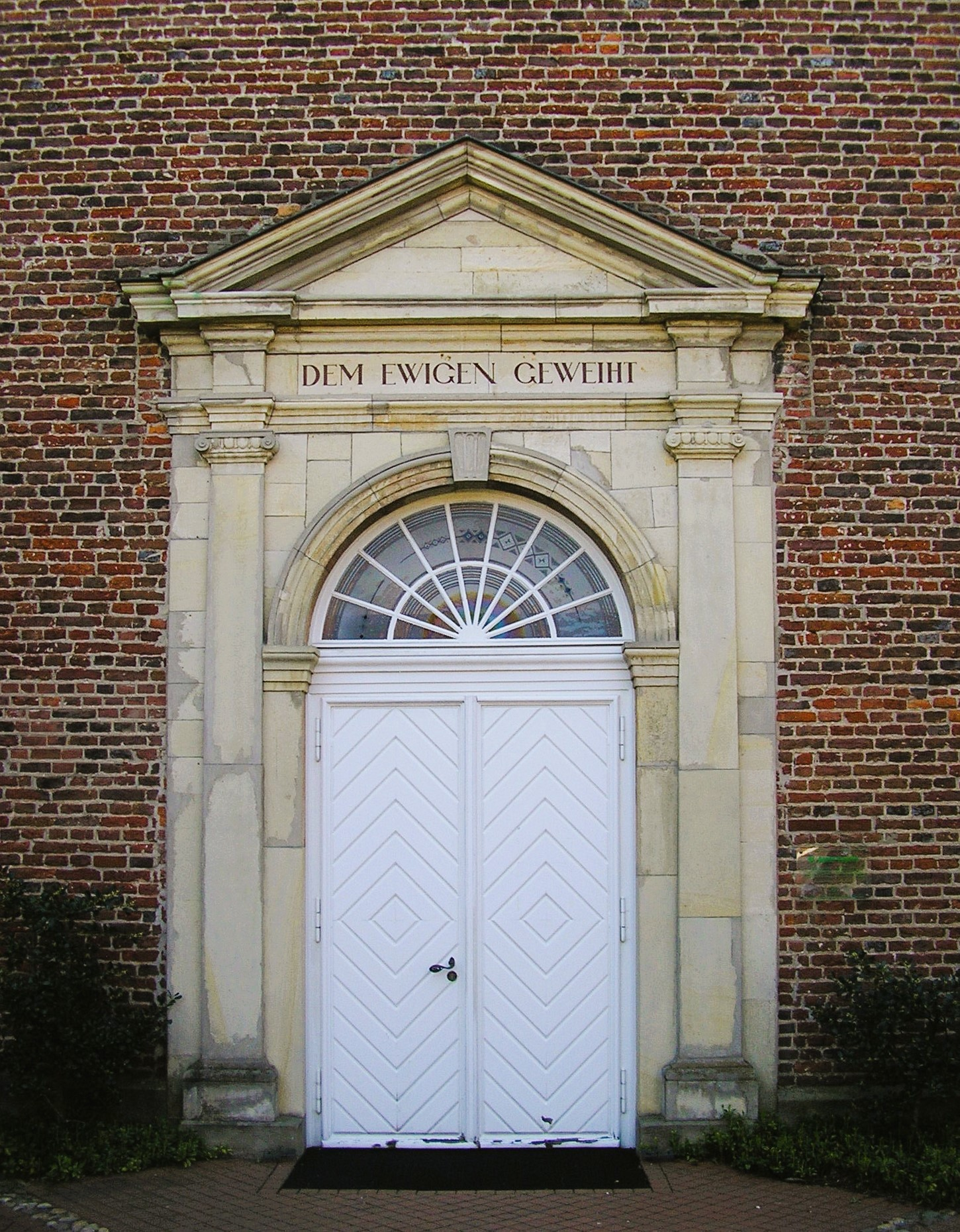
Westportal

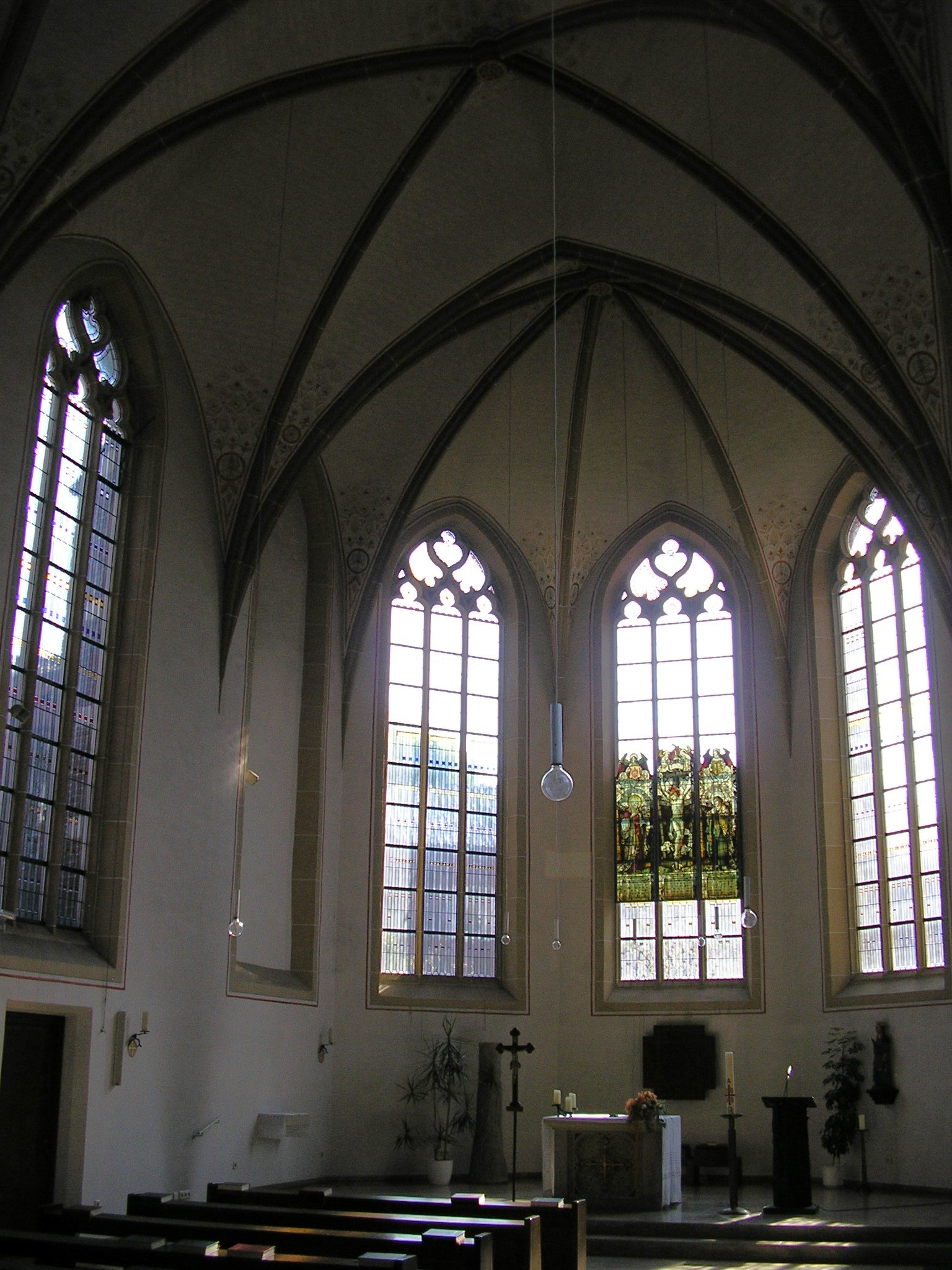
Blick zum Chorraum

Die Anfänge des Bocholter Schwesternkonvents liegen im Dunkeln. 1447 kaufte ihr Beichtvater ihnen ein Haus am Schonenberg im nordöstlichen Stadtgebiet, um ihnen eine sichere Unterkunft zu verschaffen. 
1455 konnte eine erste Kapelle geweiht werden, drei Jahre später wurde der Konvent von städtischen Diensten und Steuern befreit, 1463 nahm er die Augustinusregel an. Er zählte zu dieser Zeit 29 Mitglieder, die Zahl stieg vor der Reformation auf 46 an. Die heutige spätgotische Kapelle, ein dreijochiger Gewölbesaal aus Backstein mit 5/8-Chorschluss, wurde 1484 mit drei Altären geweiht.
Mit der Reformation brachen für den Augustinerinnenkonvent wirtschaftlich schlechte Zeiten an, die sich erst ab 1673 allmählich besserten. 1803 wurde der Konvent aufgehoben. 
Die Kapelle diente 1819 bis 1901 als evangelische Pfarrkirche. Sie war vom evangelischen Kirchenvorstand am 31. Juli 1818 von den Fürsten zu Salm-Salm und zu Salm-Kyrburg, in deren Besitz das Gotteshaus gelangt war, für 2212 holländische Gulden erworben worden.
Im Zweiten Weltkrieg brannte die Kapelle bis auf die Umfassungsmauern aus, wobei mit dem Einsturz der Gewölbe die reiche zwischen 1516 und 1523 entstandene Ausmalung zerstört wurde. 
Der Bau wurde 1952 bis 1953 wiederhergestellt.

## Orgel
Die Orgel der Agneskapelle verfügt über vier Register, die auf einem Manual und Pedal verteilt sind. Sie wurde im Jahr 1970 von der Firma Franz Breil/Dorsten gebaut. Sie stand für einige Jahre als Leihgabe in der mittlerweile abgerissenen Herz-Jesu-Kirche.
| I Hauptwerk C–g3 |           |    |
| 1.               | Gedackt   | 8′ |
| 2.               | Rohrflöte | 4′ |
| 3.               | Principal | 2′ |

| Pedalwerk C–f1 |        |     |
| 4.             | Subbaß | 16′ |
|                |        |     |
|                |        |     |

- Koppel: I/P[2]

## Gegenwart
Heute ist die Kapelle Teil eines ausgedehnten Altenheimkomplexes, der an der Nordseite des Gotteshauses mit einem verglasten Gang angebunden worden ist.